# Torneio de Montreux de 1955
O Torneio de Montreux de 1955  foi a 29ª edição do Torneio de Montreux.

## Resultados
|    | Equipe      | Pts | J | V | E | D | GM | GS | DG  |
| -- | ----------- | --- | - | - | - | - | -- | -- | --- |
| 1º | Portugal    | 20  | 7 | 6 | 1 | 0 | 41 | 13 | 28  |
| 2º | Espanha     | 18  | 7 | 5 | 1 | 1 | 29 | 5  | 24  |
| 3º | Itália B    | 16  | 7 | 4 | 1 | 2 | 28 | 14 | 14  |
| 4º | Alemanha    | 15  | 7 | 4 | 0 | 3 | 26 | 17 | 9   |
| 5º | Montreux HC | 14  | 7 | 3 | 1 | 3 | 20 | 21 | -1  |
| 6º | Inglaterra  | 13  | 7 | 3 | 0 | 4 | 17 | 38 | -21 |
| 7º | França      | 9   | 7 | 1 | 0 | 6 | 8  | 31 | -23 |
| 8º | Bélgica     | 7   | 7 | 0 | 0 | 7 | 13 | 43 | -30 |

|             | Suíça | Espanha | Itália | França | Alemanha | Bélgica | Portugal | Inglaterra |
| ----------- | ----- | ------- | ------ | ------ | -------- | ------- | -------- | ---------- |
| Montreux HC |       | 1-1     | 4-1    | 2-0    | 2-4      | 5-2     | 2-8      | 4-5        |
| Espanha     |       |         | 3-2    | 6-1    | 3-0      | 9-0     | 0-1      | 7-0        |
| Itália B    |       |         |        | 4-0    | 3-0      | 6-4     | 3-3      | 9-0        |
| França      |       |         |        |        | 3-6      | 2-1     | 2-8      | 0-4        |
| Alemanha    |       |         |        |        |          | 6-1     | 1-4      | 9-1        |
| Bélgica     |       |         |        |        |          |         | 2-11     | 3-4        |
| Portugal    |       |         |        |        |          |         |          | 6-3        |
| Inglaterra  |       |         |        |        |          |         |          |            |